# 泰国遗产保护日
泰国遗产保护日是泰国的一个节日，时间定为每年的4月2日。1985年，为纪念女性作家菀盖珥对泰国文化遗产的保护做出重大贡献，因此将她的生日定为遗产保护日。